# Pilar do Sul
Pilar do Sul is een gemeente in de Braziliaanse deelstaat São Paulo. De gemeente telt 28.455 inwoners (schatting 2009).

## Aangrenzende gemeenten
De gemeente grenst aan Itapetininga, Piedade, Salto de Pirapora, Sarapuí, São Miguel Arcanjo en Tapiraí.